# ساندرا نارانخو
ساندرا نارانخو (ولدت في 1985، أمباتو) سياسية وخبيرة اقتصادية إكوادورية.

## التعليم
درست نارانخو في جامعة سان فرانسيسكو كيتو، وحاصلت على دبلوم من معهد أمريكا اللاتينية للعلوم الاجتماعية، ودرجة الماجستير في الإدارة العامة والتنمية الدولية من كلية جون إف كينيدي للإدارة الحكومية بجامعة هارفارد.

## الحياة المهنية
شغلت نارانخو منصب وزير السياحة في الإكوادور من يونيو 2014 إلى أكتوبر 2015 ثم شغل منصب السكرتير الوطني للتخطيط والتنمية. في 4 يناير 2017 أصبحت نارانخو نائبًا مؤقتًا لرئيس الإكوادور بموجب الأمر التنفيذي للرئيس رافائيل كوريا رقم 1291 عندما حصل خورخي جلاس على إجازة بدون أجر.